# Giuseppe Enrici
Giuseppe Enrici (* 16. Juni 1894 in Pittsburgh, USA; † 1. Dezember 1968 in Nizza) war ein italienischer Radrennfahrer. Enrici gewann 1924 den Giro d’Italia, nachdem er 1922 schon den dritten Platz belegt hatte. 1928 beendete er seine Karriere.

## Palmares
1923
- Coppa Cavacciocchi

1924
- 7. Etappe Giro d’Italia
- 8. Etappe Giro d’Italia
- Gesamtsieg Giro d’Italia 1924